# Nautilus-X
Nautilus-X (siglas en inglés de Non-Atmospheric Universal Transport Intended for Lengthy United States eXploration) era un concepto de vehículo de exploración espacial multi-misión desarrollado por los ingenieros Mark Holderman y Edward Henderson del Technology Applications Assessment Team ("Equipo de evaluación de aplicaciones tecnológicas") de la NASA.
El concepto fue propuesto en enero de 2011 para viajes espaciales exo-atmosféricos de larga duración (de 1 a 24 meses) con una tripulación de 6 personas. A fin de limitar los efectos de la micro-gravedad en la salud humana, la nave espacial estaría equipada con una centrifugadora.
El diseño fue pensado para ser relativamente barato para los estándares de los vuelos espaciales tripulados, ya que se preveía un coste de solamente 3700 millones de dólares. Además, se sugería que podría requerir sólo 64 meses de trabajo.

## Objetivos
El objetivo original de Nautilus-X era servir de punto de parada intermedio en las misiones a largo plazo a la Luna o Marte. Para facilitar la planificación de rutas de toda la misión, la estación Nautilus-X se situaría en el punto de Lagrange L1 o L2 de la Luna o Marte, dependiendo de qué lugar va a ser visitado.
También habría servido como estación de emergencia y hospital para las tripulaciones de las misiones espaciales actuales.
Otros objetivos eran:
- Ser autosuficiente en misiones de larga duración con tripulaciones de hasta 6 personas.
- Apoyar misiones tripuladas de aterrizaje.
- Satisfacer los requisitos de la NASA Authorization Act de 2010.

## Descripción

### Diseño

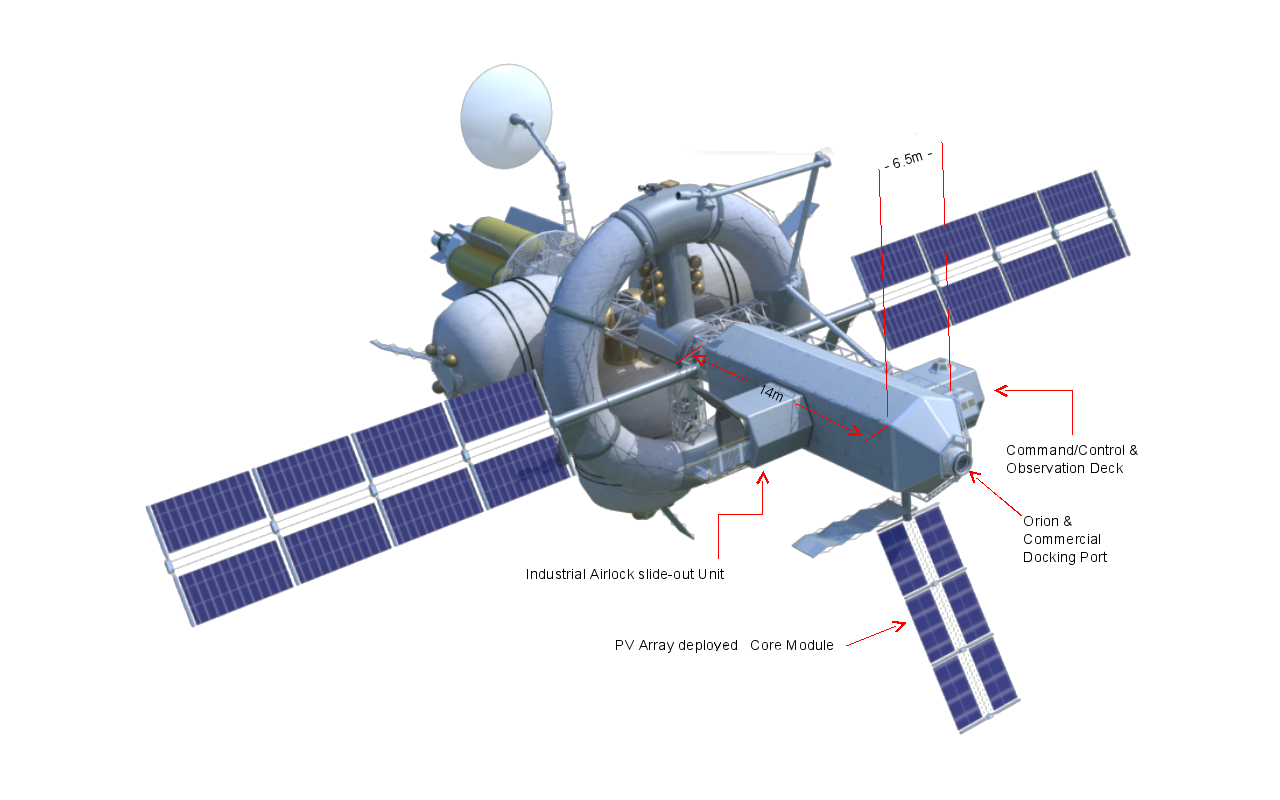
Dimensiones del módulo principal de Nautilus-X.

La propuesta incluía un pasillo principal de 6,5 x 14 metros, un gran anillo rotatorio o centrifugadora habitable con gravedad artificial, módulos inflables para almacenes logísticos y uso de la tripulación, paneles de energía solar, y una estructura de propulsión reconfigurable.
El diseño era modular, lo cual permitía adaptar la nave con diferentes módulos de propulsión específicos para cada misión, brazos manipuladores, puerto de acoplamiento para una Orión u otra cápsula tripulada comercial, así como nave de aterrizaje sobre el planeta de destino. En teoría los motores y el combustible podían ser intercambiados en función de la misión. La propuesta también tenía una escotilla industrial deslizable y una cubierta de mando, control y observación.
En el otro extremo del puerto de acoplamiento estaba la centrifugadora de la nave equipada con un anillo-volante de inercia dinámico externo. Más allá de la centrifugadora estaban los tanques de agua e hidrógeno, que podrían mitigar los peligros de la radiación cósmica sobre la tripulación hasta a un cierto grado. En la popa de la nave estaban los sistemas de comunicación y de propulsión.
La versión estándar de Nautilus-X sólo tenía tres módulos inflables. La versión para exploraciones de larga duración tenía varios módulos más, además de bahías de conexión para cargas útiles científicas y otros vehículos.

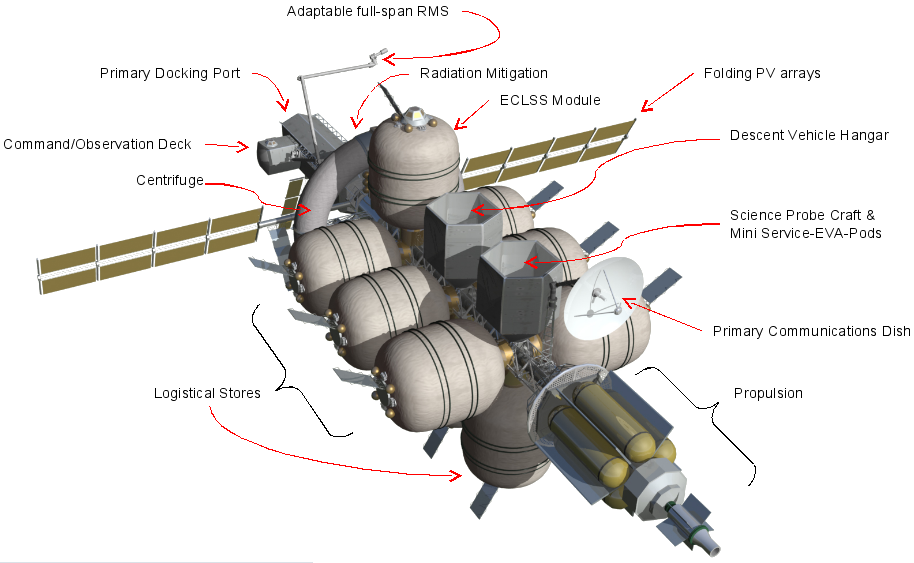
Versión de Nautilus-X para exploraciones de larga duración

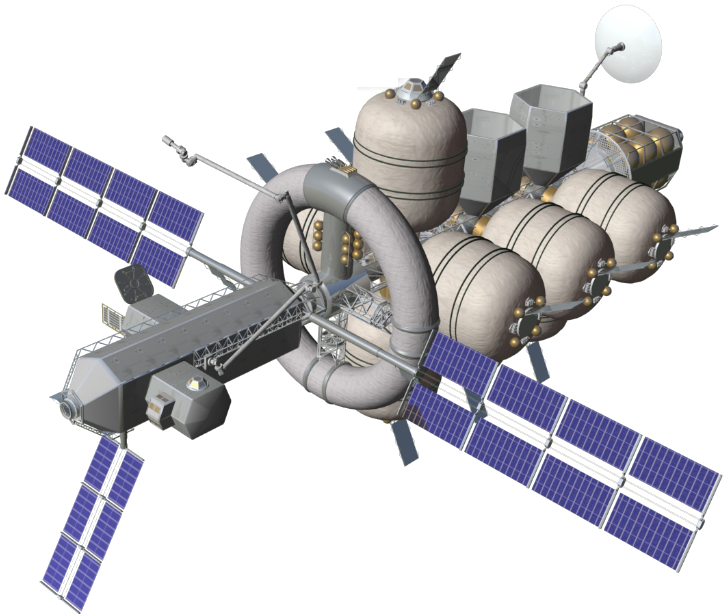
Vista frontal de la versión de Nautilus-X para exploraciones de larga duración

### Tecnologías

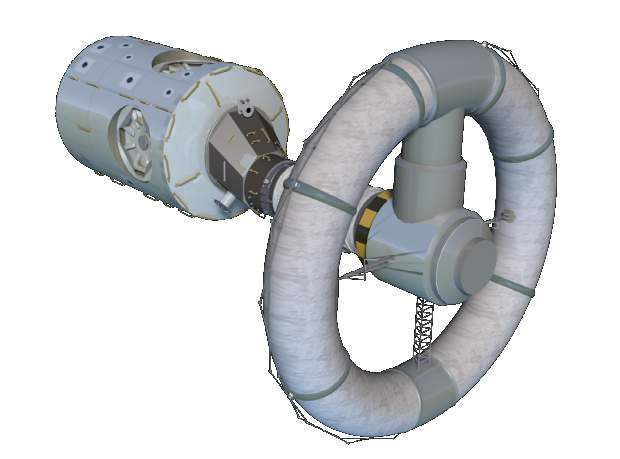
Demostrador de Nautilus-X para la Estación Espacial Internacional

Con el fin de implementar esta nave espacial inusualmente grande lo más fácilmente posible, estaría formada por diversos módulos rígidos y módulos inflables, así como paneles solares dinámicos. Los módulos ampliables se basan en la tecnología utilizada por las viviendas inflables propuestas por Bigelow Aerospace, empresa que ha continuado el desarrollo de módulos inflables diseñados originalmente por la NASA.

### Atributos
- Robustos sistemas de Soporte Vital y Control Ambiental y suite de comunicaciones.
- Grandes volúmenes de almacenamiento (para alimentos, piezas mecánicas o suministros médicos).
- Capacidad de la tripulación de observar y dirigir visualmente en tiempo real.
- Bajos niveles de exposición a la radiación cósmica por parte de la tripulación.
- Integración semiautónoma de múltiples unidades de propulsión específicas para cada misión.

## Estado actual
El concepto de diseño de Nautilus-X no ha avanzado más allá de los dibujos y propuestas iniciales de 2011.

### Centrifugadora de gravedad artificial
Con el fin de evaluar y caracterizar los efectos de la centrifugadora habitable en cuanto a reacciones humanas y respuestas e influencias dinámicas mecánicas, primero se probaría una centrifugadora similar en la Estación Espacial Internacional.
Si realmente se llegaba a producir dicha centrifugadora, sería la primera demostración en el espacio de gravedad artificial parcial a una escala suficiente como para conocer sus efectos. El demostrador sería enviado mediante un solo lanzamiento de Delta IV o Atlas V. El coste total del demostrador sería de entre 83 y 143 millones de dólares. Podría estar en funcionamiento en menos de 39 meses desde su inicio.